# Пирамид-Лейк
Пирамид-Лейк (англ. Pyramid Lake Paiute Tribe Reservation) — индейская резервация северных пайютов, расположенная на северо-западе штата Невада, США.

## История
Земля резервации была впервые выделена для северных пайютов по просьбе Бюро по делам индейцев в 1859 году. Территория Пирамид-Лейк не была обследована до 1865 года. Статус резервации был очень неопределённым до тех пор, пока президент США Улисс Грант подтвердил её существование указом от 23 марта 1874 года. В то время создание резерваций исполнительной властью было новшеством — большинство предыдущих территорий для индейцев были созданы в соответствии с договором или законодательством Конгресса США. Последующие судебные решения подтвердили действительность резерваций, созданных исполнительной властью, и установили дату создания Пирамид-Лейк в 1859 году, а не в 1874 году. Эта более ранняя дата важна как в отношении приоритета племенных прав на воду, так и статуса неплеменных претензий на землю в пределах резервации.
Резервация управляется федеративно признанным племенем пирамид-лейк-пайютов, которое представляет собой две группы северных пайютов — куюи-дукаду («Едоки рыбы куюи») и тасигет-тувиуараи («Живущие среди гор»).

## География
Резервация расположена на северо-западе штата Невада, примерно в 56 км к северо-востоку от города Рино. Резервация сосредоточена вокруг озера Пирамид, которое занимает около 24 % её площади, она также включает в себя участок озера Уиннемакка, всю реку Траки севернее Большой излучины, большую часть хребта Лейк, части гор Вирджинии и хребта Па-Рах, а также южную оконечность пустыни Смоук-Крик. Пирамид-Лейк почти полностью расположена в округе Уошо — более 99 %, с небольшими участками земли в двух других округах — Стори и Лайоне. Общая площадь резервации составляет 1 889,431 км², из них 1 438,779 км² приходится на сушу и 450,652 км² — на воду.
В Пирамид-Лейк сформировались три населённых пункта. Уодсуорт, самый большой из них, расположен недалеко от Большой излучины реки Траки в южной части резервации, к северу от города Фернли. Резиденция племенного правительства находится в Никсоне, на южной оконечности озера Пирамид. Сатклифф расположен на западном берегу озера. Несколько отдалённых ранчо расположены вдоль реки Траки между Уодсуортом и Никсоном.

## Демография
В 1993 году население резервации составляло 1 603 человека. По данным переписи населения 2000 года, в резервации проживало 1734 человека.
По данным федеральной переписи населения 2010 года, в резервации проживало 1 660 человек. Согласно федеральной переписи населения 2020 года в резервации проживало 1 933 человека, насчитывалось 590 домашних хозяйств и 746 жилых домов. Средний возраст, проживающих в колонии, составлял 38 лет. Средний доход на одно домашнее хозяйство в индейской резервации составлял 51 912 долларов США. Около 28 % всего населения находились за чертой бедности, в том числе 42,8 % тех, кому ещё не исполнилось 18 лет, и 20,5 % старше 65 лет.
Расовый состав распределился следующим образом: белые — 348 чел., афроамериканцы — 9 чел., коренные американцы (индейцы США) — 1 398 чел., азиаты — 6 чел., океанийцы — 5 чел., представители других рас — 32 чел., представители двух или более рас — 135 человек; испаноязычные или латиноамериканцы любой расы составили 167 человек. Плотность населения составляла 1,05 чел./км².